# 155-та піхотна дивізія (Третій Рейх)
155-та піхотна дивізія (Третій Рейх) (нім. 155. Infanterie-Division) — піхотна дивізія Вермахту за часів Другої світової війни.

## Історія
155-та піхотна дивізія сформована 11 лютого 1945 року шляхом переформування у складі групи армій «C» 155-ї навчально-польової дивізії. Після завершення формування з'єднання перекинули до Італії на посилення німецьких військ, що билися на Італійському театрі війни.

## Командування

### Командири
- генерал-майор Георг Цваде (нім. Georg Zwade) (11 лютого — 8 травня 1945).

### Підпорядкованість
| Час   | Корпус | Армія | Група армій (округ) | Штаб            |
| ----- | ------ | ----- | ------------------- | --------------- |
| 1945  |        |       |                     |                 |
| лютий |        |       | Група армій «C»     | Північна Італія |

### Склад
| Лютий 1945                         |
| ---------------------------------- |
| 1227-й гренадерський полк          |
| 1228-й гренадерський полк          |
| 1229-й гренадерський полк          |
| 155-й артилерійський загін         |
| фузілерний батальйон               |
| 630-й дивізійний батальйон зв'язку |
| 155-те полк забезпечення           |